# Peter Holmberg (fysiker)
Peter Edvin Holmberg, född 27 juni 1938 i Helsingfors, död 23 maj 2018 i samma stad, var en finlandssvensk fysiker och professor.
Holmberg blev filosofie doktor 1967 vid Helsingfors universitet. Han var 1970–1974 biträdande professor i fysik vid Uleåborgs universitet, 1974 chefsfysiker vid Helsingfors universitetscentralsjukhus (HUCS) och 1974–2001 biträdande professor och sedan professor i fysik vid Helsingfors universitets medicinska fakultet. Han skrev vetenskapliga och populärvetenskapliga artiklar från olika områden av fysiken, speciellt kärnfysik, medicinsk fysik, undervisning och fysikens historia, samt författade läroböcker för gymnasie- och universitetsstudier, sammanlagt över 500 nummer.

## Utgåvor
- Investigations of excited nuclear states (1967)
- Biotieteiden fysiikka ja säteilyfysiikka (1988)
- The History of Physics in Finland (1992)
- Füüsika 1–3: Üldkursus näidetega bioloogiast ja meditsiinist (1997–1999)
- Galenos: Ihmiselimistö kohtaa ympäristön (2001)
- Santorius: Biotieteiden fysiikka (2002)
- Viktor Theodor Homén: Vetenskapsman och politiker (2005)